# 173 Іно
173 Іно (173 Ino) — астероїд головного поясу, відкритий 1 серпня 1877 року. Названий на честь Іно, дочки Кадма й Гармонії у давньогрецькій міфології.